# Paphiopedilum ooii
Paphiopedilum ooii är en orkidéart som beskrevs av Harold Koopowitz. Paphiopedilum ooii ingår i släktet Paphiopedilum och familjen orkidéer. Inga underarter finns listade i Catalogue of Life.